# Samogizia
La Samogizia (in lituano Žemaitija; in samogitico Žemaitėjė; in polacco Żmudź; in tedesco Samogitien o Schamaiten; in latino Samogitia; in jidisch זאמעט Zamet), letteralmente le terre basse è una regione storica ed etnografica della Lituania, situata nel nord-ovest del Paese tra il corso inferiore del fiume Nemunas e quello superiore dei fiumi Dubysa e Venta. La Samogizia vanta una lunga storia scritta e tradizioni culturali assai caratteristiche, oltre che una propria lingua, quella samogitica.
Sul territorio della regione si trova l'altopiano samogitico: il paesaggio si alterna con rilievi collinari morenici, boschi di pini e misti, prati, pascoli, piccoli laghi e fiumi.
La città più popolosa della regione etnografica è Šiauliai (oltre 130 000 abitanti), mentre la capitale storica è Telšiai (oltre 30 000).

## Etimologia
Tradizionalmente si crede che il nome Samogizia ("Žemaitija") derivi dalla parola lituana žema, che significa "basso". Secondo molti storici, tale termine era usata per indicare le terre meridionali del Nemunas rispetto al resto della Lituania. Allo stesso tempo, alcuni moderni ricercatori lituani interpretano il significato del nome Zhamoyt come bacino di pianura di Nyavyazhy. Secondo un'altra ricostruzione, la parola "Zhamoyt" richiami e sia affine al lituano "žemė", che in lituano significa "terra". La versione in latino della regione, ovvero Samogitia, potrebbe aver condizionato la versione arcaica scritta nelle lingue slave orientali della Samogizia (si pensi al bielorusso Самагіція, Samahitsija).

## Geografia

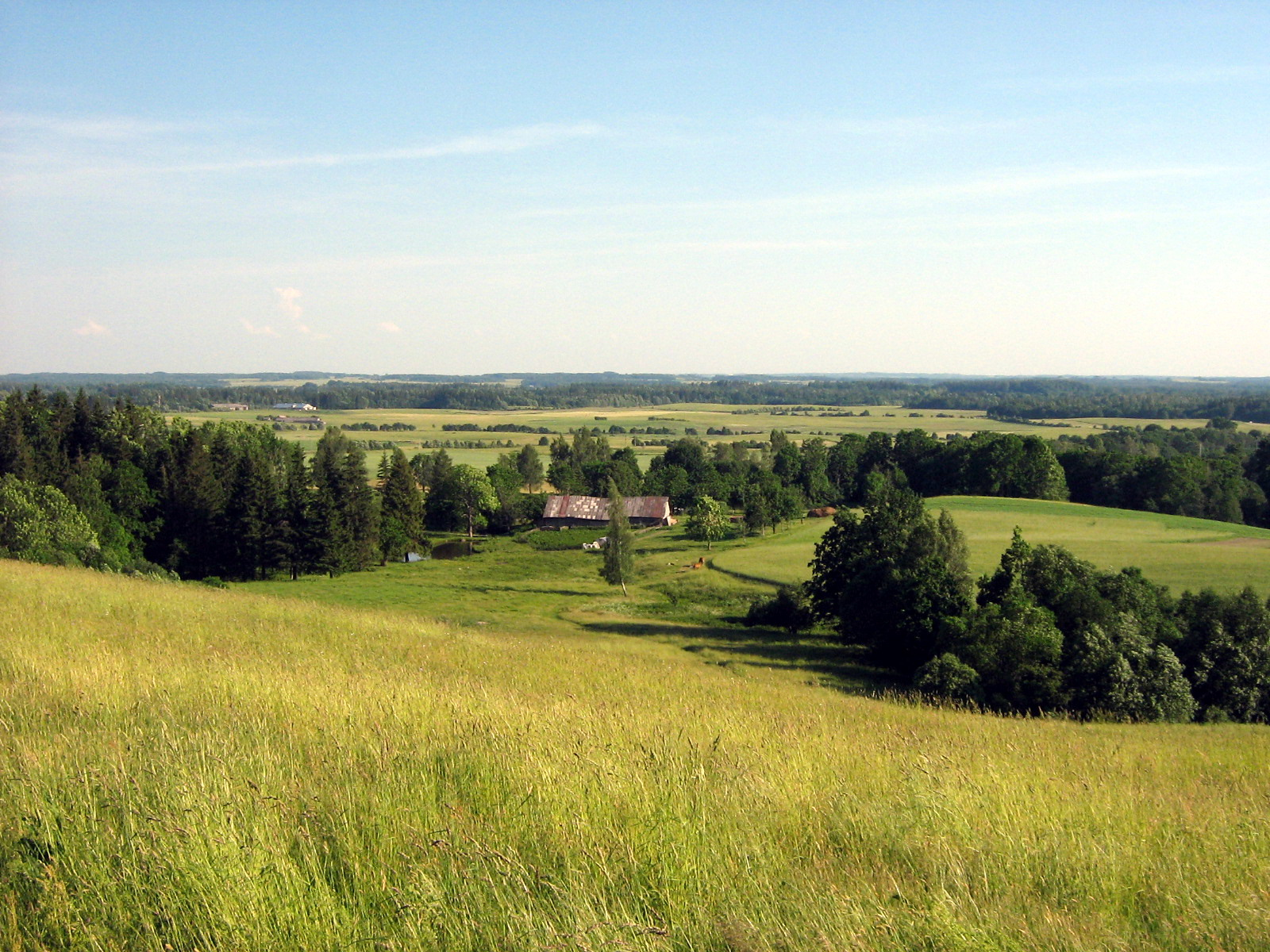
Paesaggio nei pressi di Lopaičiai (comune di Rietavas)

La regione si trova nella Lituania occidentale, nei territori della municipalità della città di Palanga, Rietavas, Tauragė, Šilalė, Skuodas, Jurbarkas, Mažeikiai, Kretinga, Plungė, Telšiai, Akmenė, Kelmė, Šiauliai, Raseiniai, parti orientali delle municipalità del distretto di Klaipėda e Šilutė, parti occidentali delle municipalità del distretto di Joniškis e Šiauliai. La città maggiore è Šiauliai, oppure Klaipėda se anche quest'ultima è considerata come facente parte della regione. Telšiai è la capitale attuale, mentre Medininkai (oggi Varniai) fu capitale una volta. Le città maggiori, con più di 20 000 abitanti, sono (il nome nella lingua della Samogizia, se diverso, è scritto dopo il nome in lituano):
- Šiauliai / Šiaulē (127 052 abitanti)
- Mažeikiai / Mažeikē (40 572 abitanti)
- Telšiai / Telšē (30 011 abitanti) - considerata capitale
- Tauragė / Tauragie (27 862 abitanti)
- Plungė / Plongi (23 187 abitanti)
- Kretinga (21 452 abitanti)

## Demografia e lingua
La popolazione della Samogizia parla la lingua samogitica, un dialetto della lingua lituana che era nel passato considerato uno dei tre dialetti principali. I samogizi si dividono in coloro che parlano un dialetto settentrionale e uno meridionale, che sono poi ulteriormente suddivisi. Nel passato, nella regione di Klaipėda, esisteva anche un dialetto occidentale, ma si è estinto dopo la seconda guerra mondiale dopo che gli abitanti lasciarono la regione, essendo stati espulsi o perseguitati dalle autorità sovietiche. Dal XV/XVI secolo i samogizi della regione di Klaipėda si chiamarono "Lietuvininkai", e dalla fine del XIX secolo si definirono invece "Prūsai"; dopo la seconda guerra mondiale il territorio del subdialetto occidentale fu abitato principalmente da samogizi del nord e del sud, e anche da altri lituani.
La Samogizia è una delle regioni più etnicamente omogenee della nazione, con una popolazione etnica lituana che supera il 99,5% in alcuni distretti; nella prima parte del XIX secolo la regione fu il centro principale della cultura lituana (i samogizi tendevano tradizionalmente ad opporsi ad ogni restrizione anti-lituana). La religione prevalente è quella cattolica, anche se vi sono significative minoranze luterane nel sud.
L'uso del dialetto samogitico sta diminuendo, poiché molte persone tendono ad utilizzare il lituano standard; specialmente in alcuni consigli locali, però, e specialmente a Telšiai, vi è l'uso di scrivere alcune informazioni sui cartelli stradali anche in samogitico.

## Storia

### Epoca antica

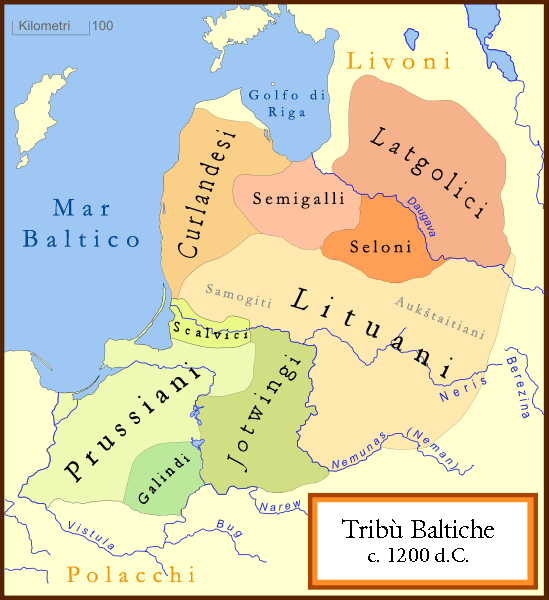
I samogizi sono mostrati come gruppo etnico dei lituani nel contesto delle altre tribù baltiche

La popolazione della Samogizia aveva in antichità una propria religione, ma l'etnogenesi degli antichi samogiti resta controversa per gli studiosi.
La Samogizia viene menzionata per la prima volta indirettamente in una fonte slava nel 1219, nell'ambito di un trattato dei principi della Galizia-Volinia e quelli lituani: tra i duchi samogiti figuravano Erdvilas e Vykintas. Da allora, il termine Samogizia è comparso regolarmente (talvolta al fianco di quello "Lituania") nella Cronaca di Galizia e Volinia sia prima della costituzione del Granducato di Lituania che in seguito. Nelle Cronache di Enrico di Livonia, un sacerdote tedesco che narra gli accadimenti nell'odierna Lettonia avvenuti all'inizio del XIII secolo, le terre della Samogizia adiacenti ai possedimenti dell'ordine di Livonia sono chiamate semplicemente "Lituania". Lo storico Saulius Suziedelis riferisce che al tempo la Samogizia costituiva una sorta di principato separato.
Dopo la conquista di gran parte della Livonia, i cavalieri portaspada rivolsero la propria attenzione ad altri territori abitati dai pagani baltici. Nel 1236, ebbe luogo una prima grande spedizione in Samogizia, la quale sarebbe da allora divenuta una terra contesa per secoli. La battaglia di Šiauliai, avvenuta in data 22 settembre 1236, l'esercito dei cavalieri portaspada e dei suoi alleati da un lato e l'esercito di samogiti e semigalli dall'altro si concluse con la sconfitta del primo. Ridotti numericamente ai minimi termini, i sopravvissuti dei cavalieri portaspada confluirono nel 1237 nell'ordine teutonico, attivo in Prussia. La nuova branca prese il nome di ordine di Livonia su autorizzazione del papa e rimase attiva nei territori posseduti nella regione compresa nell'odierna Lettonia. Poiché la Samogizia frapponeva i territori posseduti dai teutonici da quelli amministrati dai livoniani si intuisce come questa regione divenne particolarmente ambita. Tuttavia vi furono problemi tra l'Ordine e gli abitanti che portarono più volte alle rivolte della Samogizia nel 1401 e 1409 che portarono al ritorno della regione ai lituani.
Nel 1417 venne eretta una "diocesi di Samogizia" (divenuta nel XX secolo l'attuale arcidiocesi di Kaunas) sotto l'egida polacco-lituana, essendo suffraganea dell'arcidiocesi di Gniezno fino al 1798, rendendo così anche ecclesiasticamente il territorio autonomo dall'ordine teutonico.
Il territorio che in seguito sarebbe stato identificato dai tedeschi come Samogizia non includeva, almeno per alcuni secoli, la costa baltica, poiché le popolazioni autoctone si concentravano lungo il corso superiore del fiume Venta e risiedevano fino ai confini geografici della Semigallia.

## Politica
La Samogizia era una regione autonoma del Granducato di Lituania conosciuta come Ducato di Samogizia (il duca era sempre lo stesso granduca lituano) che perse il suo status una volta che la Lituania fu occupata dalla Russia imperiale. La regione fu incorporata nella guberniya di Kaunas, e solo una sua piccola parte fu aggiunta a quella di Curlandia. Da allora la regione non ha uno status politico separato, anche se ci sono stati alcuni progetti per riformare amministrativamente la Lituania per farla tornare alle regioni etnocentriche tradizionali.
La Samogizia è rappresentata dalla società culturale samogizia, un gruppo interessato nella preservazione della cultura e della lingua della regione, oltre che dal Žemaitijos parlamentas (letteralmente "Parlamento della Samogizia"), che si preoccupa dell'autonomia regionale basata sul corso storico degli eventi; ciò include spesso la regione di Klaipėda nel periodo bellico, pertanto la capitale è talvolta considerata Klaipėda anziché Telšiai. Lo stesso gruppo, guidato da Justinas Burba ha anche pubblicato il controverso giornale Žemaitijos parlamentas, che ha posto l'idea che l'Unione europea dovrebbe ripagare la Samogizia per la sua difesa dell'Europa contro i mongoli.

## Arte
La Samogizia era famosa per la lavorazione del legno. Le statuette di santi realizzate dagli artisti locali venivano impiegate per abbellire chiese, cappelle esterne e croci. Gli scultori erano chiamati dievdirbiai, letteralmente creatori divini.

## Simboli

Stemma storico della Samogizia

Lo stemma ritrae un orso nero con artigli e collare d'argento e su sfondo rosso sormontato da una corona.

Bandiera storica della Samogizia

La bandiera della Samogizia ritrae invece lo stemma su sfondo bianco. È una bandiera non rettangolare, che finisce con due triangoli, anziché la bandiera rettangolare utilizzata tipicamente. Le altre uniche bandiere triangolari ufficiali sono quelle del Nepal e dell'Ohio, USA.
Si crede che entrambi i simboli siano in uso da secoli, specialmente lo stemma (anche se esistono differenti teorie che ne attribuirebbero l'origine dal XIV o dal XVI secolo). I simboli furono anche utilizzati dal Ducato di Samogizia, e rappresentano i più antichi simboli delle regioni etnografiche della Lituania.
Dato che la Samogizia non corrisponde a nessuna delle attuali suddivisioni amministrative della Lituania, questi simboli non sono utilizzati ufficialmente. Potrebbero comunque tornare in uso se la Lituania approvasse la riforma amministrativa.
Il 21 luglio 1994 questi simboli vennero riconosciuti dal governo della Repubblica lituana.